# Reichenbach (Lauer)
Der Reichenbach, auch Mühlbach genannt, ist ein etwas über 7 Kilometer langer Bach in der bayerischen Südrhön und ein südsüdwestlicher und linker Zufluss der Lauer, der im unterfränkischen Landkreis Rhön-Grabfeld verläuft.

## Geographie

### Verlauf
Der Reichenbach entspringt auf einer Höhe von 334 m ü. NHN unweit von Burghausen am Fuße des 402 m ü. NHN hohen Michelsberges. Er durchfließt Reichenbach und mündet schließlich bei Burglauer auf einer Höhe von 229 m ü. NHN von links in die aus dem Süden heranziehende Lauer.
Sein 7,2 Kilometer langer Lauf endet etwa 105 Höhenmeter unterhalb seiner Quelle, er hat somit ein mittleres Sohlgefälle von circa 15 ‰.

### Einzugsgebiet
Das 13,29 km² große Einzugsgebiet des Reichenbachs liegt in der Östlichen Südrhön und wird durch ihn über den Lauer, die Fränkische Saale, den Main und den Rhein zur Nordsee entwässert.
Es grenzt
- im Osten an das Einzugsgebiet der Lauer direkt;
- im Südosten an das des Talwassers, das in die Lauer mündet;
- im Südwesten an das des Nüdlinger Bachs, der in die Fränkische Saale mündet;
- im Westen an das des Mehlbachs, der in den Nüdlinger Bach mündet;
- im Nordwesten an das Einzugsgebiet der Fränkischen Saale direkt und
- im Nordosten an das des Lauerbachgrabens, der in die Lauer mündet.

Der südwestliche Teil des Einzugsgebiets und der Bereich westlich von Reichenbach sind überwiegend bewaldet, ansonsten dominieren landschaftliche Nutzflächen. Die höchste Erhebung ist der Altenberg mit einer Höhe von 418 m ü. NHN im Südosten des Einzugsgebiets.

## Wirtschaft und Verkehr
1859 führten über den Bach drei Brücken und zwei Stege. Zwei Mühlen lagen am Bach, die Reichenbacher Mühle und die Seemühle bei Burglauer.